# Annie Garrigues
Annie Garrigues (Perpignano, 1919 – ...) è stata una modella francese, vincitrice del titolo di Miss Pyrénées-Orientales 1937, Miss Francia 1938.
È stata la quindicesima vincitrice del concorso, eletta Miss Francia a Parigi.